# ملائكة مونس

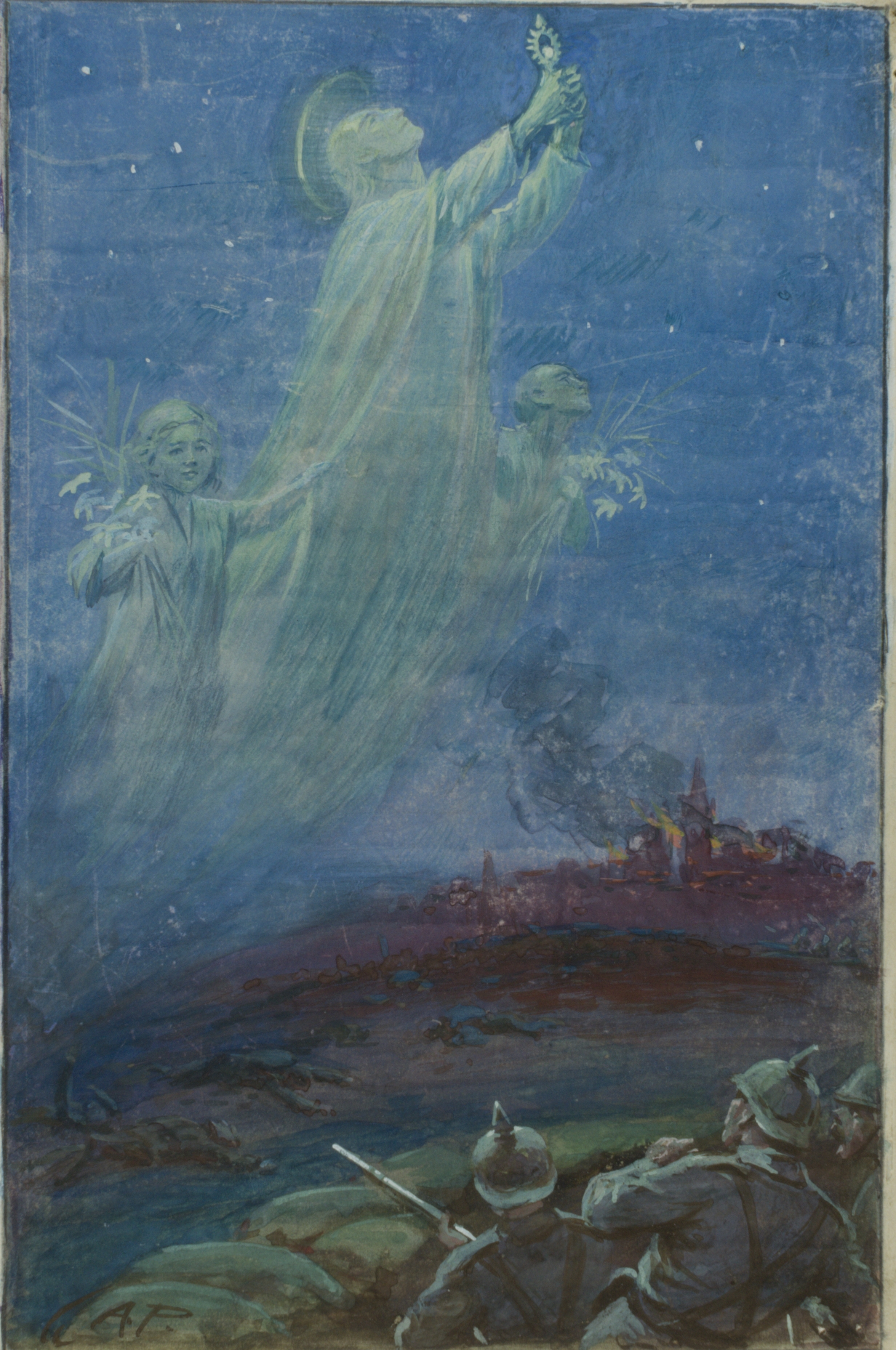
صورة تصوريه لمـلائكة "مونس"!!

ملائكة مونس (بالإنجليزية: Angels of Mons)‏ هي أسطورة شعبية حول مجموعة من الملائكة الذين يفترض أنهم قاموا بحماية أعضاء الجيش البريطاني في معركة مونس في بداية الحرب العالمية الأولى.
ومصدر هذه الأسطورة قصة خيالية للكاتب العجائبي آرثر ماتشين، فقد نشرت القصة في صحيفة أخبار لندن المسائية يوم 29 سبتمبر 1914، فكانت بذلك انطلاق الإشاعة.